# Redagno
Redagno (Radein in tedesco) è una frazione del comune di Aldino della provincia autonoma di Bolzano in Trentino-Alto Adige.

## Geografia fisica
Il paese si trova sull'altopiano del Monte Regolo (Regglberg), ma è separato dal resto della cresta montuosa dalla profonda gola del rio delle Foglie (Bletterbachschlucht), il che lo rende accessibile solo tramite strada con deviazioni dal resto del territorio comunale di Aldino.
A est, Redagno è dominato dalle imponenti cime gemelle del Corno Bianco (2.317  m) e del Corno Nero (2.439  m), separate tra loro dal Passo di Oclini (1.989  m).

## Storia
Il toponimo è attestato per la prima volta nei libri contabili principeschi tirolesi intorno al 1300 come Rodene o Rundein. Nel 1310 nei documenti notarili si incontra la forma Rodena. Dal XIV secolo Redagno, insieme ad Aldino, apparteneva politicamente e amministrativamente al distretto di Egna della corte Enn-Kaldiff.
Ecclesiasticamente, Redagno rimase legata alla chiesa di San Pietro ad Ora (Auer), la grande parrocchia medievale sulla riva sinistra dell'Adige nella pianura bolzanina (a sua volta incorporata fino ai tempi moderni nel monastero di San Lorenzo a Trento). La chiesa locale di San Volfango (St.-Wolfgangs-Kirche), patrono di Ratisbona, fu costruita intorno al 1400; di questo periodo è la chiusura poligonale del coro, mentre la navata nervata a croce risale al 1500 circa. La Martinskapelle a Redagno di Sotto fu invece fondata nel 1724 da Benedikt Franzelin.

## Monumenti e luoghi d'interesse

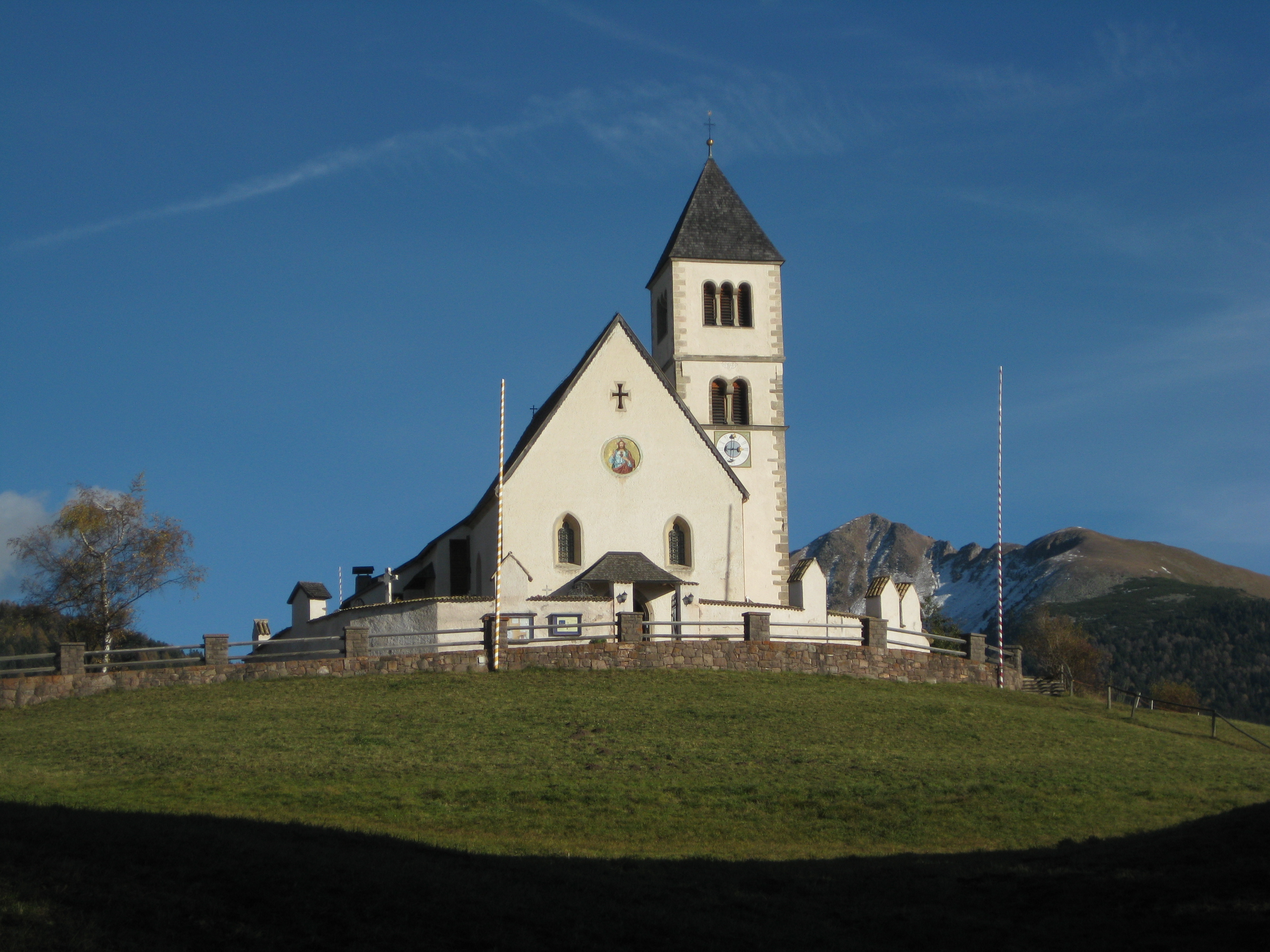
Chiesa di San Volfango

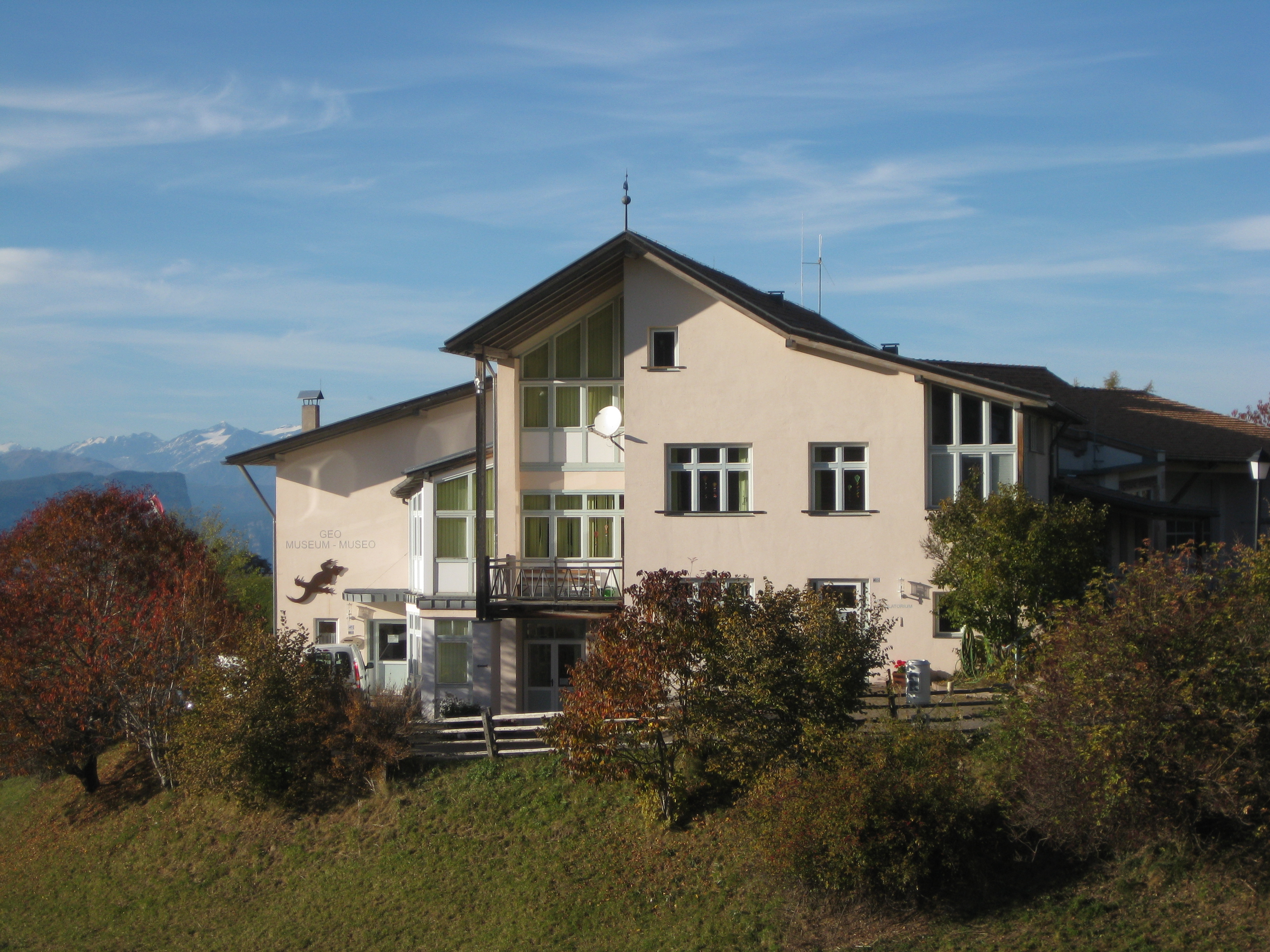
Scuola e geomuseo del Bletterbach

- Chiesa di San Volfango
- Geomuseo del Bletterbach
- Gola del rio delle Foglie

## Geografia antropica
Redagno è composta da tre insediamenti:
- Redagno di Sopra (Oberradein) situata a 1400-1600 m s.l.m., dove si trova la chiesa parrocchiale di San Volfango e l'edificio che ospita la scuola elementare di lingua tedesca e il geo-museo del Bletterbach;
- Redagno di Sotto (Unterradein) situata a 1090-1250 m s.l.m. con masi e gruppi di case;
- Nuova Redagno (Neuradein), situata a 1030-1040 m s.l.m., nuovo insediamento sorto alla fine del XX secolo sulla SS 48 nelle vicinanze del villaggio di Fontanefredde.